# Беата Позняк
Беата Позняк Даніельс (пол. Beata Poźniak Daniels, 30 квітня 1960, Гданськ, Польща) — актриса, режисерка кіно і театру, кінематографічний продюсерка, художниця. Відома також під прізвищем Беата Позняк Даніельс (англ. Beata Poźniak).

## Біографія
Беата Позняк народилася в Гданську в сім'ї лікарів. Її мати народилася у Вільнюсі, а батько на Підляшші. 
У Гданську закінчила середню школу, а потім навчалася в Кіношколі в Лодзі (Державна Вища Кінематографічна, Телевізійна і Театральна Школа ім. Леона Шиллера в Лодзі). Ще під час студентських років знялася в серіалі «Життя Каміла Куранта» («Życie Kamila Kuranta») та фільмі «Щасливий Берег» («Szczęśliwy Brzeg»). Телевізійний спектакль «Вистава Гамлета в селі Гжуха Дольна» («Przedstawienie Hamleta we wsi Gżucha Dolna»), де зіграла Офелію-Андзі, був зарахований до Золотої Сотні Театру ТБ. Також знялася в серіалах «Злотопольсци» («Złotopolscy»), «Батько Матвій», («Ojciec Mateusz»), «Супер на каблуках» («Klasa na obcasach»).
Беата була розкрита Олівером Стоуном, який зняв її в своєму першому американському художньому фільмі «JFK» у ролі Марини Освальд, дружини гаданого вбивці президента Джона Фіцджеральда Кеннеді Лі Гарві Освальда, якого зіграв Гарі Олдман.
«JFK» було номіновано на Оскара. Цей фільм відкрив Беаті дорогу до Голлівуду. Беата Позняк також відома виконанням складних і суперечливих ролей, як то: роль революціонерки в «Хроніках молодого Індіани Джонса», яка намагається скинути ряд, роль лікарки, з серіалу Район Мелроуз «Melrose Place», що вийшла заміж за гея. Відома також за роллю подвійної агентки, ЦРУ і ізраїльського Моссаду, в серіалі «ЯГ Військовий Офіс слідчого» «JAG». Зіграла добре в комедії «Шаленіють за тобою» («Mad About You»). За роль Сюзанни Люченко, першої жінки-президента світу в фантастичному серіалі [«[Вавилон 5]]» студії Warner Bros. Беата отримала номінацію на премію Еммі, що визнається за телевізійного Оскар.

## Фільмографія

### Фільми
- 2014 «Люди на мосту»
- 2010 «Дружина офіцера»
- 2010 «Ojciec Mateusz»
- 2009 «профілі в Мужності»
- 2007 «Zlotopolscy»
- 2006 «Міріам»
- 2006 «Cyxork 7»
- 2004 «Свобода від відчаю»
- 2002 «Дрю Кері шоу»
- 2002 «Филли»
- 2002 «Mnemosyne»
- 2001 «сімейне право»
- 2001 «змішані сигнали»
- 1999 «противник Дія»
- 1999 «Klasa na obcasach»
- 1998 «Міжнародний жіночий день: Виготовлення законопроекту»
- 1997 «Пенсакола: Крила Золото»
- 1997 «Вавилон 5»
- 1997 «темні небеса»
- 1997 «JAG»
- 1995 «Війна і любов» так звані «Сльози Небес»
- 1995 «Подарунок матері»
- 1994 «психічна детектив»
- 1993 «Melrose Place»
- 1993 «дикий пальми»
- 1993 «Хроніки молодого Індіани Джонса»
- 1993 «божевільний про ви»
- 1993 «Рамона3»
- 1992 «У нічний час світить сонце»
- 1991 «Ferdydurke»
- 1991 «JFK»
- 1989 «Stan wewnętrzny»
- 1989 «Білий в поганому світлі»
- 1987 «Vie en images»
- 1986 «Хроніка любовних пригод»
- 1985 «Гамлет в середині ніде»
- 1985 «Rozrywka po staropolsku»
- 1984 «Я помер, щоб жити»
- 1984 «Deszcz»
- 1983 «Krolowa Śniegu»
- 1983 «лаки Край» aka «Szczęśliwy Brzeg»
- 1982 «Klamczucha»
- 1981 «Залізна людина»
- 1981 «Życie Kamila Kuranta»
- 1979 «Бляшаний барабан»

### Відеоігри
| Рік  | Назва             | Роль        |
| ---- | ----------------- | ----------- |
| 1995 | Psychic Detective | Лейна Позок |
| 2020 | Mortal Kombat 11  | Скарлет     |

## Аудіокниги
- 2014: «Empress of the Night: A Novel of Catherine the Great», published by Random House
- 2012: «The Winter Palace: A Novel of Catherine the Great», published by Random House

http://www.booksontape.com/narrator/?id=156649 [Архівовано 21 лютого 2014 у Wayback Machine.]